# 覺羅滿保
覺羅滿保（穆麟德轉寫：gioroi mamboo；1673年—1725年），爱新覺羅氏，字鳧山，號九如，滿洲正黄旗人，清景祖觉昌安三兄索长阿之后裔。清朝官員，进士出身。

## 生平
满保于康熙三十三年（1694年）中進士（时隶正黄旗满洲查蒲圗佐领下），选庶吉士，散館授检讨。累迁国子监祭酒，擢内阁学士。康熙五十年（1711年）任福建巡撫。五十四年（1715年），擢閩浙總督，平定台湾朱一貴事件。雍正三年（1725年），卒於官。入《福建通志：名宦》。《钦定八旗通志：大臣传十八》卷152、《清史稿》卷284有传。
著有《检心堂集》，輯《小學實義》六卷。载杨锺羲《雪桥诗话》卷三。徐世昌《晚晴簃诗汇》卷54录其诗二首。入鷲峰逸人（日籍桑原忱，又桑原鷲峯）《清書画人名譜》（1855）。
家族在康熙、乾隆朝出多位进士举人。

## 家庭
- 先祖爱新觉罗索长阿。
- 祖父曾祖覺羅祜章阿，二等轻车都尉。嫡妻博爾濟吉特氏內大臣馬爾扎哈之女。
- 父覺羅僧塞，袭輕車都尉，少卿。嫡妻完顏氏莽堅之女，继妻生母汪氏（汉军籍，蓝鹿洲（蓝鼎元）作《汪太君傳》，载《天咫偶聞》卷4）。
- 胞兄康熙庚辰科進士覺羅逢泰（时隶正黄旗满洲查蒲圗佐领下）；嫡妻瓜爾佳氏輕車都尉凱穆布巴圖魯之女。其子觉罗博麟，監察御史兼佐领；嫡妻納喇氏副都統達色之女。孙儿觉罗延喜，乾隆三十六年科举人，叅領、印務章京兼佐領。
- 胞兄覺羅元旦。后代有覺羅恒德；妻李氏（胞兄镶黄旗汉军恭毅公李侍堯，父勤恪公李元亮）。
- 胞姊覺羅氏，嫁镶黄旗满洲鈕祜祿氏宗柱（父寬保，母佟佳氏、镶黄旗满洲一等公佟國維之女；祖父二等轻车都尉超哈爾、一等弘毅公額亦都第十三子）。
- 嫡妻袁氏男袁富隆之女，繼妻袁氏袁毅宏之女。
- 子觉罗阿納翰，由廕生授光祿寺署正；嫡妻朱氏知府朱延之女。孙儿乾隆二十七年壬午科舉人、戶部主事覺羅玉正（时隶镶蓝旗满洲觉罗博麟佐领下）；嫡妻韓氏叅領馬齊之女。曾孙刑部筆帖式觉罗長年；妻高佳氏（父镶黄旗满洲、刑部左侍郎兼总管内务府大臣廣興 (高佳氏)，祖父文华殿大学士文端公高晉）。
- 子覺羅吉善（又觉罗满吉善），乾隆二十四年（1759）己卯举人（时隶镶蓝旗满洲觉罗博麟佐领下），國子監祭酒、公中佐領。孙儿觉罗謙福，乾隆丙午举人。曾孙嘉慶庚辰進士覺羅圖經阿。

## 延伸阅读
[在维基数据编辑]
 《清史稿·卷284》，出自趙爾巽《清史稿》